# Lewis H. Brereton

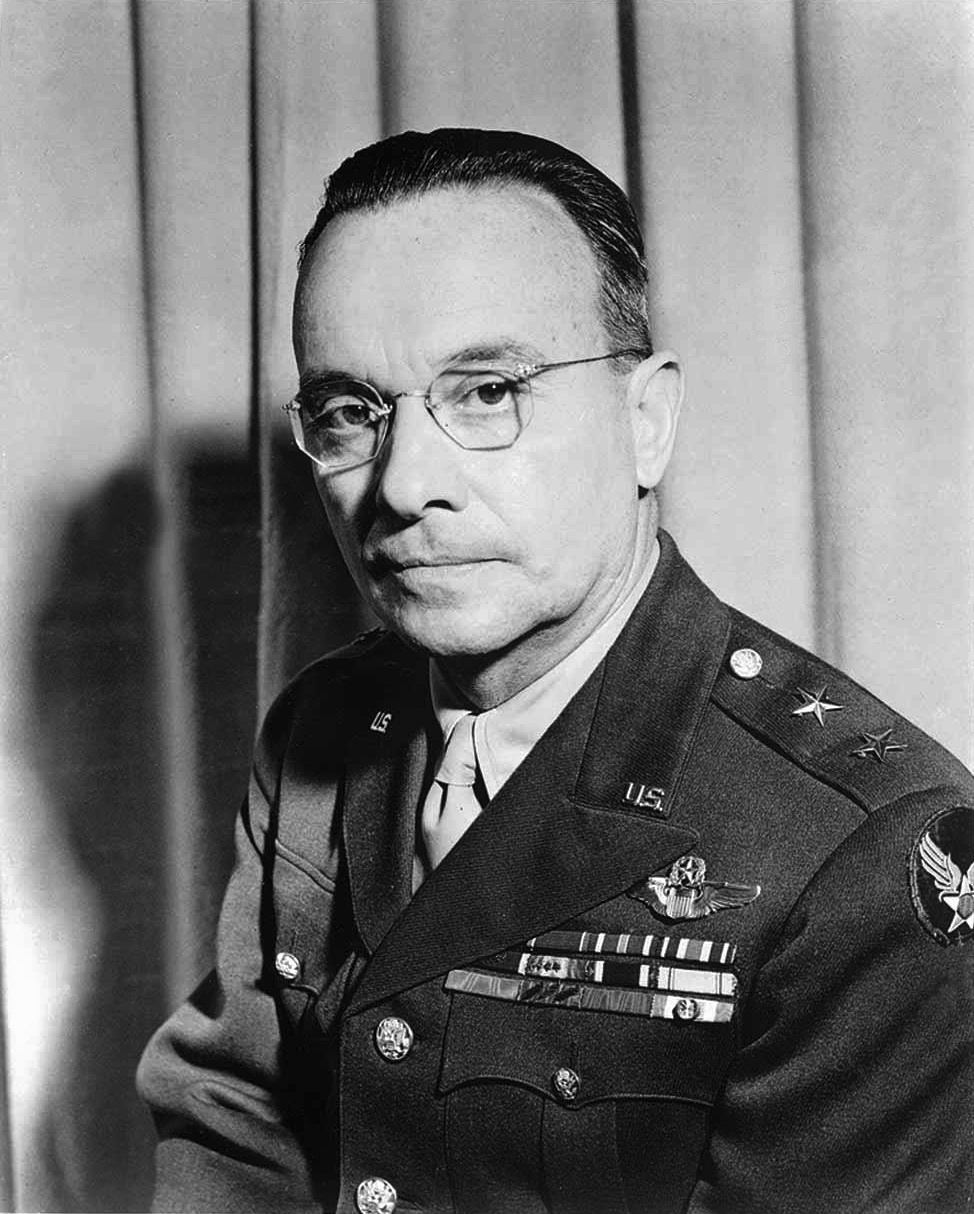
Lewis Hyde Brereton.

Lewis Hyde Brereton (21 de junio de 1890 - 20 de julio de 1967) fue un militar de Estados Unidos, que participó en la Primera y Segunda Guerras Mundiales. Participó en uno de los primeros destacamentos aéreos militares de la historia, y llegó a obtener el rango de General. Participó como comandante de la Fuerza Aérea del Lejano Oriente (FAEF en inglés), siendo predecesor del general Douglas MacArthur en el Pacífico.
- Datos: Q628821
- Multimedia: Lewis H. Brereton / Q628821